# Schizothyrioma ptarmicae
Schizothyrioma ptarmicae är en svampart som först beskrevs av Jean Baptiste Desmazières, och fick sitt nu gällande namn av Franz Xaver von Höhnel 1917. Schizothyrioma ptarmicae ingår i släktet Schizothyrioma, ordningen disksvampar, klassen Leotiomycetes, divisionen sporsäcksvampar och riket svampar.   Inga underarter finns listade i Catalogue of Life.